# Wimbledon 1997
Wielkoszlemowy turniej tenisowy Wimbledon w 1997 rozegrano w dniach 23 czerwca – 6 lipca, na kortach londyńskiego All England Lawn Tennis and Croquet Club.

## Turnieje seniorskie

### Gra pojedyncza mężczyzn
Pete Sampras (USA) – Cedric Pioline (FRA) 6-4, 6-2, 6-4

### Gra pojedyncza kobiet
Martina Hingis (SUI) – Jana Novotná (CZE) 2-6, 6-3, 6-3

### Gra podwójna mężczyzn
Todd Woodbridge / Mark Woodforde (AUS) – Jacco Eltingh/Paul Haarhuis (NED) 7-6 [4], 7-6 [7], 5-7, 6-3

### Gra podwójna kobiet
Gigi Fernández (USA) / Natalla Zwierawa (BLR) – Nicole Arendt (USA) / Manon Bollegraf (NED) 7-6 [4], 6-4

### Gra mieszana
Helena Suková / Cyril Suk (CZE) – Łarysa Neiland (LAT) / Andriej Olchowski (RUS) 4-6, 6-3, 6-4

## Turnieje juniorskie

### Gra pojedyncza chłopców
Wesley Whitehouse (RSA) – Daniel Elsner (GER) 6-3, 7-6

### Gra pojedyncza dziewcząt
Cara Black (ZIM) – Aubrie Rippner (USA) 6-3, 7-5